# ユーミンをめぐる物語
『ユーミンをめぐる物語』は、JUJUの6枚目のカバー・アルバム。2022年3月16日にソニー・ミュージックアソシエイテッドレコーズよりリリースされた。

## 概要
前作より1年5ヶ月ぶりとなるアルバム。全曲が影響を受けた松任谷由実のカバー曲で、松任谷由実と同じ松任谷正隆がプロデュースを担当している。

### 仕様
「通常盤」「初回生産限定盤」の2形態で発売。初回生産限定盤には制作ドキュメンタリー映像および過去のライブで披露されたユーミンの楽曲カバーの様子などが収録されたDVD付。

## チャート成績
2022年3月28日付のオリコン週間ランキングでは初動2万9千枚を売り上げ、週間5位にランクインした。

## 収録曲
全曲作詞・作曲：松任谷由実（#4,#12,#13は「荒井由実」名義）、編曲：松任谷正隆
1. A HAPPY NEW YEAR
12thアルバム『昨晩お会いしましょう』収録曲
2. 守ってあげたい
12thアルバム『昨晩お会いしましょう』収録曲、17thシングル
3. ダンデライオン〜遅咲きのたんぽぽ
15thアルバム『VOYAGER』収録曲、19thシングル
4. 卒業写真
3rdアルバム『COBALT HOUR』収録曲
5. 真珠のピアス
13thアルバム『PEARL PIERCE』収録曲
6. 影になって
8thアルバム『悲しいほどお天気』収録曲
7. 街角のペシミスト
12thアルバム『昨晩お会いしましょう』収録曲
8. 鍵穴
松任谷由実がJUJUをイメージして書き下ろした新曲[4]
9. TYPHOON
15thアルバム『VOYAGER』収録曲
10. リフレインが叫んでる
20thアルバム『Delight Slight Light KISS』収録曲
11. DESTINY
8thアルバム『悲しいほどお天気』収録曲
12. 雨の街を
1stアルバム『ひこうき雲』収録曲
13. ひこうき雲
1stアルバム『ひこうき雲』収録曲
14. A HAPPY NEW YEAR(Intimate Ver.)(Bonus Track)
初回生産限定盤のみ収録

初回限定盤DVD
1. Documentary of 「ユーミンをめぐる物語」 [38:34]
2. ANNIVERSARY (JUJU SUPER LIVE 2014 - ジュジュ苑 10th Anniversary Special-at SAITAMA SUPER ARENA) -ジュジュ苑ライブ映像 [5:04]
3. DOWNTOWN BOY (JUJU ARENA TOUR 2015 - ジュジュ苑 10th Anniversary Special-at 国立代々木競技場第一体育館) -ジュジュ苑ライブ映像 [4:19]
4. まちぶせ (ジュジュ苑スペシャル - スナックJUJU at 国立代々木競技場第一体育館 2016) -ジュジュ苑ライブ映像 [3:40]
5. あの日にかえりたい (ジュジュ苑スペシャル - スナックJUJU at 国立代々木競技場第一体育館 2016) -ジュジュ苑ライブ映像 [3:46]
6. 真夏の夜の夢 (ジュジュ苑スペシャル - スナックJUJU アリーナツアー 2017 特別アンコール出店 at 横浜アリーナ) -ジュジュ苑ライブ映像 [5:01]

## ツアー
2022年5月19日から10月10日、松任谷正隆が演出を手がける全国ホールツアー「JUJU HALL TOUR 2022 不思議の国のジュジュ苑 -ユーミンをめぐる物語-」が開催。全44公演。最終公演のアンコールにはサプライズゲストとして松任谷由実が出演した。
- 2022年5月19日（木）千葉県 松戸森のホール21
- 2022年5月24日（火）神奈川県 神奈川県民ホール
- 2022年5月27日（金）大阪府 フェスティバルホール
- 2022年5月28日（土）大阪府 フェスティバルホール
- 2022年6月1日（水）福岡県 福岡サンパレス
- 2022年6月2日（木）福岡県 福岡サンパレス
- 2022年6月7日（火）栃木県 宇都宮市文化会館
- 2022年6月10日（金）埼玉県 サンシティ越谷市民ホール
- 2022年6月14日（火）東京都 中野サンプラザホール
- 2022年6月15日（水）東京都 中野サンプラザホール
- 2022年6月18日（土）新潟県 新潟県民会館
- 2022年6月23日（木）広島県 広島文化学園HBGホール
- 2022年6月24日（金）岡山県 倉敷市民会館
- 2022年7月3日（日）群馬県 高崎芸術劇場 大劇場
- 2022年7月8日（金）東京都 東京国際フォーラム ホールA
- 2022年7月9日（土）東京都 東京国際フォーラム ホールA
- 2022年7月17日（日）北海道 札幌文化芸術劇場hitaru
- 2022年7月18日（月・祝）北海道 札幌文化芸術劇場hitaru
- 2022年7月23日（土）愛知県 名古屋国際会議場センチュリーホール
- 2022年7月24日（日）愛知県 名古屋国際会議場センチュリーホール
- 2022年7月29日（金）熊本県 市民会館シアーズホーム夢ホール（熊本市民会館）
- 2022年7月31日（日）長崎県 長崎ブリックホール
- 2022年8月5日（金）静岡県 静岡市民文化会館 大ホール
- 2022年8月7日（日）山梨県 YCC県民文化ホール（山梨県立県民文化ホール）
- 2022年8月11日（木・祝）神奈川県 よこすか芸術劇場
- 2022年8月13日（土）石川県 本多の森ホール
- 2022年8月14日（日）富山県 オーバード・ホール
- 2022年8月18日（木）岩手県 岩手県民会館 大ホール
- 2022年8月20日（土）宮城県 仙台サンプラザホール
- 2022年8月21日（日）宮城県 仙台サンプラザホール
- 2022年8月25日（木）兵庫県 神戸国際会館 こくさいホール
- 2022年8月27日（土）大阪府 フェスティバルホール
- 2022年8月28日（日）大阪府 フェスティバルホール
- 2022年9月1日（木）京都府 ロームシアター京都 メインホール
- 2022年9月2日（金）兵庫県 アクリエひめじ（姫路市文化コンベンションセンター）
- 2022年9月4日（日）長野県 ホクト文化ホール（長野県県民文化会館）
- 2022年9月9日（金）大分県 iichikoグランシアタ
- 2022年9月10日（土）鹿児島県 鹿児島市民文化ホール
- 2022年9月15日（木）香川県 レクザムホール（香川県県民ホール） 大ホール
- 2022年9月17日（土）愛媛県 松山市民会館
- 2022年9月20日（火）山形県 やまぎん県民ホール（山形県総合文化芸術館）
- 2022年9月21日（水）福島県 けんしん郡山文化センター 大ホール
- 2022年9月27日（火）秋田県 あきた芸術劇場ミルハス
- 2022年10月10日（月）東京都 武蔵野の森総合スポーツプラザ メインアリーナ